# St. Wolfgang Stolln

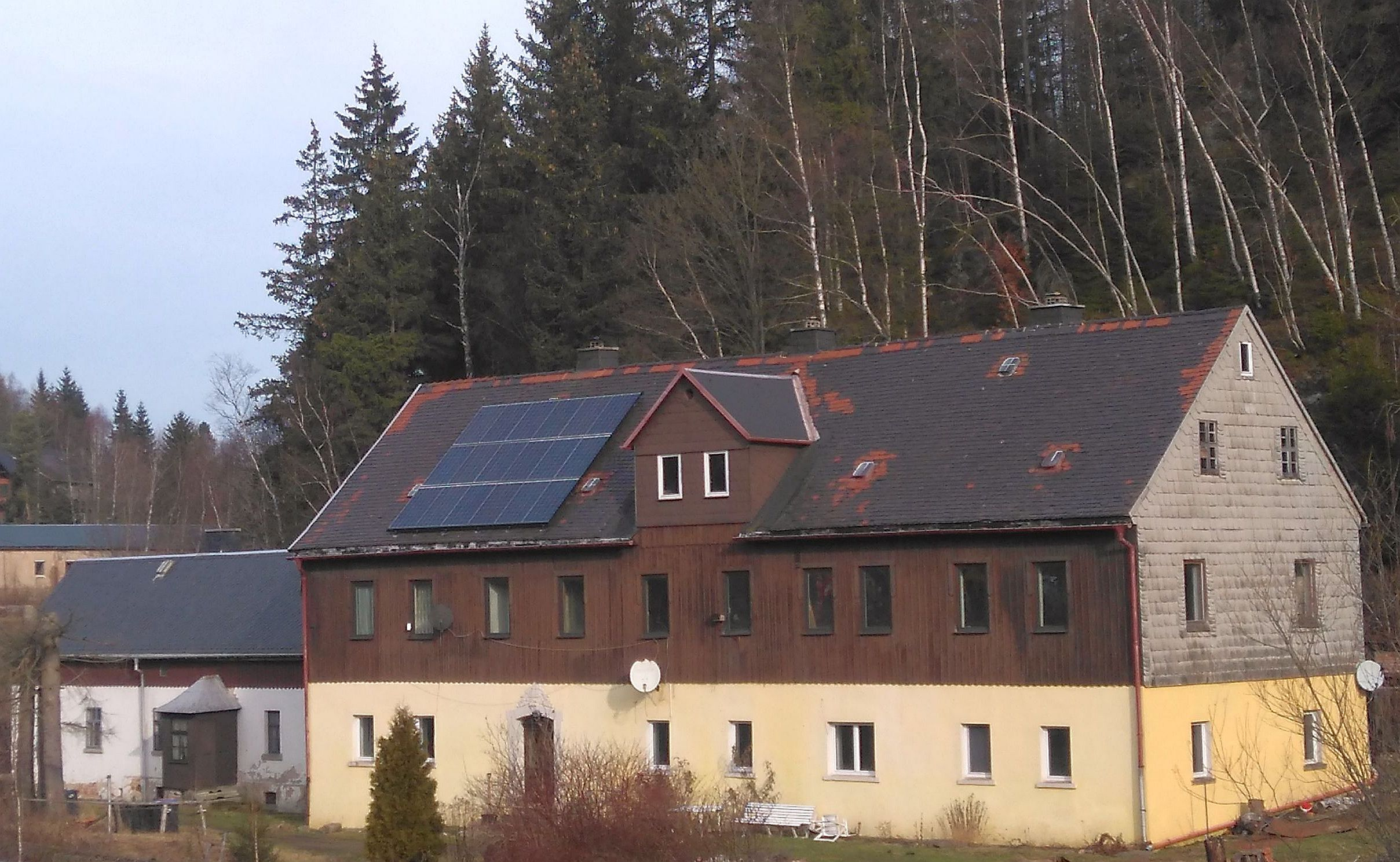
Felshaus

St. Wolfgang war ein Stolln im Bergrevier Johanngeorgenstadt im sächsischen Erzgebirge.

## Lage
Am Rabenberg zwischen Johanngeorgenstadt und Breitenbrunn/Erzgeb. wurden im 17., 18., 19. und 20. Jahrhundert mehrere Gruben zum Abbau unmittelbar benachbarter Erzgänge betrieben. Dazu zählte auch der im Schwarzwassertal gemutete St. Wolfgang Stolln, der bereits vor der Gründung von Johanngeorgenstadt 1654 betrieben wurde. Aus dem an einer Felsgruppe gelegenen Huthaus ist das heute noch in der vom Fabrikbesitzer J. Beyreuther erweiterten Form erhaltene Felshaus am Schwarzwasser hervorgegangen, an dem die Schwarzenberger Straße vorbeiführte, bevor man über die Rothe Brücke nach Johanngeorgenstadt gelangte.
Der Besitzer des Felshauses Oswald Solbrich verunglückte zur Fastnacht 1670, als er gemeinsam mit Georg Gündel den St. Wolfgang Stolln erkundete. Er wurde erst am nächsten Morgen gerettet.
Der Bereich des verfallenen Stollnmundlochs wird auch als Räuberhöhle bezeichnet und war noch bis nach dem Zweiten Weltkrieg ein Ausflugsziel von Johanngeorgenstadt.